# We've Got It Goin' On
"We've Got It Goin' On" foi o single de estréia do grupo estadunidense Backstreet Boys. Lançado em setembro de 1995, foi bem aceito pelo público europeu, chegando a ocupar a 3ª posição dos Top 100 Hot Singles Chart da Bélgica, Áustria e Suíça; e 5º lugar na Alemanha e na França.
Contudo o desempenho nos Estados Unidos no seu lançamento foi fraco e o single só conseguiu a 69ª posição no Billboard Hot 100. Com o sucesso do grupo em 1997, o single foi relançado na versão estadunidense do álbum de estréia da banda, o Backstreet Boys.

## Gravação
O membro Nick Carter não foi capaz de cantar na gravação da música, como a voz dele estava mudando devido à puberdade na época. A canção foi gravada em Cheiron Studios, na Suécia, durante uma semana em junho de 1995 com os escritores e produtores Max Martin e Denniz PoP. O grupo foi trazido por uma semana para gravar apenas esta canção, no entanto, que terminou de forma inesperada em apenas dois dias. Como resultado, Martin e Pop sugeriram uma outra música para o grupo gravar, "Quit Playing Games (With My Heart)".
Apesar de um radio edit ou mix serem frequentemente faixa cotadas, a edição de rádio é idêntica à versão do álbum da canção.

## Vídeo
O primeiro vídeo do grupo foi filmado em 19 de agosto de 1995, em Orlando, Florida, dirigido por Lionel C. Martin, e é precedido de uma falsa entrevista de apresentação de rádio. O vídeo apresenta a banda cantando em uma academia, ao ar livre em um parque, e em um espaço do estúdio, assim como dançando no palco de um clube, jogando basquete, lavando um jipe, e jogando em um arcade/salão de bilhar. O vídeo apresenta uma breve aparição por Lou Pearlman.  A então namorada de Brian Littrell, Samantha Stonebraker aparece no vídeo.

## Lista das faixas
| E.U.A 2x LP Promo Single (1995) |                                                                 |      |         |  |
| N.º                             | Título                                                          | Lado | Duração |  |
| 1.                              | "We've Got It Goin' On" (CL's Real Butch Dub)                   | A1   | 8:55    |  |
| 2.                              | "We've Got It Goin' On"" (Marcus' Edge Factor Dub)              | A2   | 8:35    |  |
| 3.                              | "We've Got It Goin' On" (Mr. Lee's X-Plosive New Euro Club Mix) | B1   | 5:16    |  |
| 4.                              | "We've Got It Goin' On" (Hula's Club Mix)                       | B2   | 3:50    |  |
| 5.                              | "We've Got It Goin' On" (Amadin's Club Mix)                     | C1   | 6:36    |  |
| 6.                              | "We've Got It Goin' On" (CL's Anthem Radio Mix)                 | C2   | 4:12    |  |
| 7.                              | "We've Got It Goin' On" (CL's Anthem Vocal Odyssey)             | D1   | 8:38    |  |
| 8.                              | "We've Got It Goin' On" (Marcus' Deadly Vocal Hotmix)           | D2   | 6:36    |  |

| E.U.A 2x LP Promo Single (1995) |                                                     |      |         |  |
| N.º                             | Título                                              | Lado | Duração |  |
| 1.                              | "We've Got It Goin' On" (Radio Mix)                 | A1   |         |  |
| 2.                              | "We've Got It Goin' On"" (Hula's House Mix)         | A2   | 5:11    |  |
| 3.                              | "We've Got It Goin' On" (Hula's Club Mix Edit)      | B1   |         |  |
| 4.                              | "We've Got It Goin' On" (Amadin Club Mix)           | B2   | 6:36    |  |
| 5.                              | "We've Got It Goin' On" (Hula's Extended House Mix) | C1   |         |  |
| 6.                              | "We've Got It Goin' On" (Hula's Extended Club Mix)  | C2   |         |  |
| 7.                              | "We've Got It Goin' On" (T and K Harlesden Mix)     | D1   | 3:42    |  |
| 8.                              | "We've Got It Goin' On" (Hula's House Instrumental) | D2   |         |  |

| Europa LP Single (1995) |                                                 |      |         |  |
| N.º                     | Título                                          | Lado | Duração |  |
| 1.                      | "We've Got It Goin' On" (Radio Edit)            | A1   | 3:39    |  |
| 2.                      | "We've Got It Goin' On" (Hula's House Mix)      | A2   | 5:11    |  |
| 3.                      | "We've Got It Goin' On" (T And K Harlesden Mix) | B1   | 3:42    |  |
| 4.                      | "We've Got It Goin' On" (Amadin Club Mix)       | B2   | 6:33    |  |

| Europa Single (1995) |                                            |         |  |
| N.º                  | Título                                     | Duração |  |
| 1.                   | "We've Got It Goin' On" (Radio Edit)       | 3:39    |  |
| 2.                   | "We've Got It Goin' On" (Hula's House Mix) | 5:11    |  |

| Reino Unido Maxi-single (1995) |                                                 |         |  |
| N.º                            | Título                                          | Duração |  |
| 1.                             | "We've Got It Goin' On" (Radio Edit)            | 3:39    |  |
| 2.                             | "We've Got It Goin' On" (Hula's House mix)      | 5:11    |  |
| 3.                             | "We've Got It Goin' On" (T and K Harlesden Mix) | 3:42    |  |
| 4.                             | "We've Got It Goin' On" (Amadin's Club Mix)     | 6:36    |  |
| 5.                             | "We've Got It Goin' On" (Hula's Club Mix)       | 4:56    |  |

| E.U.A LP Single (1995) |                                                       |      |         |  |
| N.º                    | Título                                                | Lado | Duração |  |
| 1.                     | "We've Got It Goin' On" (CL's Real Butch Dub)         | A1   | 8:55    |  |
| 2.                     | "We've Got It Goin' On" (Marcus' Edge Factor Dub)     | A2   | 8:35    |  |
| 3.                     | "We've Got It Goin' On" (CL's Anthem Vocal Odyssey)   | B1   | 8:38    |  |
| 4.                     | "We've Got It Goin' On" (Marcus' Deadly Vocal Hotmix) | B2   | 6:36    |  |

| E.U.A Maxi-single (1995) | |         |  |
| N.º                      | Título | Duração |  |
| 1.                       | "We've Got It Goin' On" (Radio Mix)                                                                                      | 3:39    |  |
| 2.                       | "We've Got It Goin' On" (Amadin's Euro Mix)                                                                              | 3:55    |  |
| 3.                       | "Backstreet Boys Album Medley" (Anywhere For You, I'll Never Break Your Heart, Just To Be Close To You (Live Acappella)) | 4:08    |  |

| Europa Maxi-Single (1995) / Brasil (2000) |                                                             |         |  |
| N.º                                       | Título                                                      | Duração |  |
| 1.                                        | "We've Got It Goin' On" (Radio Edit)                        | 3:39    |  |
| 2.                                        | "We've Got It Goin' On" (Hula's House Mix)                  | 5:11    |  |
| 3.                                        | "Get Down (You're The One For Me)" (Smokin' Beats Club Mix) | 7:14    |  |
| 4.                                        | "Tell Me That I'm Dreaming"                                 | 4:46    |  |

| Europa Digipak Single (1996) |                                                        |         |  |
| N.º                          | Título                                                 | Duração |  |
| 1.                           | "We've Got It Goin' On" (Radio Edit)                   | 3:39    |  |
| 2.                           | "We've Got It Goin' On" (Hula's Club Mix)              | 3:50    |  |
| 3.                           | "We've Got It Goin' On" (Serious Rope Main Mix)        | 7:16    |  |
| 4.                           | "We've Got It Goin' On" (Markus' Deadly Vocal Hot Mix) | 6:36    |  |
| 5.                           | "We've Got It Goin' On" (CL's Anthem Vocal Odyssey)    | 8:38    |  |
| 6.                           | "We've Got It Goin' On" (Markus' Edge Factor Dub)      | 8:35    |  |

| Japão (1996) |                                                             |         |  |
| N.º          | Título                                                      | Duração |  |
| 1.           | "We've Got It Goin' On" (Radio Edit)                        | 3:39    |  |
| 2.           | "We've Got It Goin' On" (Hula's House Mix)                  | 5:11    |  |
| 3.           | "Get Down (You're the One for Me)" (Smokin' Beats Club Mix) | 7:14    |  |
| 4.           | "Tell Me That I'm Dreaming"                                 | 4:46    |  |
| 5.           | "I'll Never Break Your Heart" (Radio Edit)                  | 4:25    |  |
| 6.           | "Roll with It"                                              | 4:41    |  |

| Holanda LP Single (1996) |                                                       |      |         |  |
| N.º                      | Título                                                | Lado | Duração |  |
| 1.                       | "We've Got It Going" (CL's Real Butch Dub)            | A1   |         |  |
| 2.                       | "We've Got It Going On" (CL's Anthem Vocal Odyssey)   | A2   |         |  |
| 3.                       | "We've Got It Going On" (Marcus' Deadly Vocal Hotmix) | B1   |         |  |
| 4.                       | "We've Got It Going On" (Marcus' Edge Factor Dub)     | B2   |         |  |

## Performance nas paradas
"We've Got It Goin On" foi lançado nos E.U.A mas teve sucesso limitado. Chegou na 69 posição no Billboard Hot 100 e passou 20 semanas na parada. Depois que o single foi lançado na Europa e ganhou popularidade, os Backstreet Boys ficaram no topo das paradas européias.

### Paradas e vendas
| Paradas (1995)                                      | Melhor posição |
| --------------------------------------------------- | -------------- |
| Bélgica - Belgium Singles Chart (Flandres)          | 6              |
| Países Baixos - Dutch Top 40                        | 5              |
| Alemanha - German Singles Chart                     | 4              |
| Suécia - Swedish Singles Chart                      | 14             |
| Reino Unido - UK Singles Chart                      | 14             |
| Paradas (1996)                                      | Melhor posição |
| Áustria - Austrian Singles Chart                    | 3              |
| Bélgica - Belgium Singles Chart (Wallonia)          | 5              |
| Finlândia - Finnish Singles Chart                   | 13             |
| França - French SNEP Singles Chart                  | 5              |
| Irlanda - Irish Singles Chart                       | 17             |
| Nova Zelândia - New Zealand RIANZ Singles Chart     | 36             |
| Suíça - Swiss Singles Chart                         | 3              |
| Reino Unido - UK Singles Chart                      | 3              |
| União Europeia - EURO 200 APC Chart                 | 2540           |
| Estados Unidos - U.S. Billboard Hot 100             | 69             |
| Estados Unidos - U.S. Billboard Hot Dance Club Play | 31             |
| Estados Unidos - U.S. Billboard Pop Songs           | 35             |
| Estados Unidos - U.S. Billboard Adult Pop Songs     | 26             |

| Paradas de fim de ano (1996)               | Posição |
| ------------------------------------------ | ------- |
| Áustria - Austrian Singles Chart           | 17      |
| Bélgica - Belgian Singles Chart (Flandres) | 23      |
| Bélgica - Belgian Singles Chart (Wallonia) | 26      |
| Países Baixos - Dutch Top 40               | 25      |
| França - French Singles Chart              | 41      |
| Suíça - Swiss Singles Chart                | 5       |

| País              | Certificação | Data              | Vendas de certificação |
| ----------------- | ------------ | ----------------- | ---------------------- |
| Áustria Aústria   | Ouro         | 7 de maio de 1996 | 15,000                 |
| Alemanha Alemanha | Ouro         | 1996              | 150,000                |